# Franz Dameris
Franz Dameris (* 14. November 1902 in Schmallenberg; † 7. März 1991 in Menden) war ein deutscher Philosoph und Maler. 

## Leben
Dameris wurde in Schmallenberg geboren. Später zog er mit seiner Familie nach Menden. Dort bestand er 1922 am Walramgymnasium sein Abitur. Anschließend studierte Dameris an der Universität Bonn Kunstgeschichte und Philosophie. Im Jahr 1935 promovierte er über den französischen Philosophen Nicolas Malebranche zum Doktor der Philosophie. Danach wechselte er wegen eines folgenden Theologiestudiums nach Paderborn. 
Zudem ließ er sich während des Studiums zum Kunstmaler ausbilden. Ende der 1940er Jahre schenkte er der in Münster-Mecklenbeck lebenden Familie seines Bruders ein etwa 90 Zentimeter breites und 137 Zentimeter hohes Ölgemälde, das ein Marienbildnis mit einem einen Apfel haltenden Jesuskind zeigt. Dieses Bild wurde erst im Dezember 2012 auf dem Dachboden des Hofes wiederentdeckt. In den folgenden Jahren wurden unter anderem diverse Kirchen im Ruhrgebiet und Magdeburger Raum sowie im Raum Menden von ihm künstlerisch mit Chormalereien, Kreuzwegen, Triptychen und Tafelbildern ausgestaltet. Der Naturfreund schuf auch Landschafts- und Naturbilder. 
Er war ferner kommunalpolitisch aktiv und Gründer der Schutzgemeinschaft Mendener Wald. 
Franz Dameris verstarb im Jahr 1991 in Menden.

## Werke (Auswahl)
- Dortmunder Kirche Liebfrauenkirche, zwei Bleiglasfenster von 1950 in der Taufkapelle[5]
- Müscheder St.-Hubertus-Kirche
- Müscheder Kreuzweg[6]

## Ehrungen
- 1977 wurde Dameris mit der Umweltschutzmedaille ausgezeichnet.
- 1982 erhielt er den Kunstpreis der Stadt Menden.[3]